# Piper banaoanum
Piper banaoanum är en pepparväxtart som beskrevs av William Trelease. Piper banaoanum ingår i släktet Piper och familjen pepparväxter. Inga underarter finns listade i Catalogue of Life.